# Guckler-szikla
A Guckler-szikla egy Budapest III. kerületében található dolomit sziklaképződmény a Hármashatár-hegy keleti oldalán futó Guckler Károly sétányon. Nevét Guckler Károly erdőmérnökről kapta, a terület védett, Natura 2000 vagy országos védettségű.

## Leírása
A látványos dolomitrög a III. kerületi Hármashatárhegy városrész északi részén, 360-370 méteres magasságban található a Hármashatár-hegy csúcsától keletre a Guckler Károly sétányon. A környék sziklái a korábban kopár lejtőkön lecsúszva érkeztek meg mai helyükre.
1917-1918 között a hegy keleti, meredekebb oldalán Guckler Károly egy 3,5 km hosszú sétautat alakított ki a Tábor-hegy és a Virágos-nyereg között, amely a Panoráma-kör útvonal része Szépvölgyből kiindulva a Hármashatárhegy, a Vihar-hegy és a Csúcs-hegyet érintve egészen az Aranyhegyi-patakig, mintegy 360-370 m tengerszint feletti magasságban. Ekkor még a sziklánál ki lehetett látni Óbuda felé, ma már benőtte a növényzet a kilátást. Az útra többek között a meredek Nagy-Farkas-torokból is fel lehet jutni. Ezt a szakaszt később Guckler Károly sétánynak nevezték el.
2018. november 20-án a Pilisi Parkerdő Zrt. 15 millió forintnyi saját forrásból a sétányon tájékoztató táblákat telepített és átnevezte a szakaszt Guckler Károly Tanösvényre a sétaút 100 évvel ezelőtti kialakításának évfordulója alkalmából. Továbbá két kilátóteraszt és öt darab, padokkal berendezett pihenőhelyet is telepített, valamit sor került a sétány mentén található Tábor-hegyi-barlang bejáratának és a Guckler-szikla rekonstrukciójára is, felhelyezve a sziklára egy emléktáblát a névadóról és letéve mellé két asztalt és pár padot.

## Élővilága
A környék élővilága a Budai-hegységhez kapcsolódik, területén endemikus fajok is megtalálhatóak.
A viszonylag nagy magasság miatt a gyertyános–tölgyes a meghatározó erdőtípus, a hegyoldalon a dolomitos talaj miatt a cserszömörcés karsztbokorerdő mutatkozik, az aljnövényzetet pedig a dolomit sziklagyepek határozzák meg.
A fák közül a tölgy és a gyertyán a leggyakoribb, a karsztbokorerdő jellemző cserjéi a sárga cserszömörce, a szirtes gyöngyvessző, a fekete madárbirs, a vadkörte, a házi berkenye, vagy a ligeti szőlő. A gyepben olyan ritkaságok is fellelhetőek, mint a budai nyúlfarkfű, a piros kígyószisz, a bangófélék közül pl. a légybangó, a szarvas bangó, illetve a sallangvirág.
A élővilága madarakban és rovarokban gazdag, utóbbiak közüli ritkaság pl. a fűrészlábú szöcske, illetve a rablópillék. Hüllőként a ritka pannon gyík is szemünk elé kerülhet, emlősök tekintetében pedig vaddisznó, őz, nyúl, róka, szarvas, ürge vagy akár nyuszt is.

## Galéria

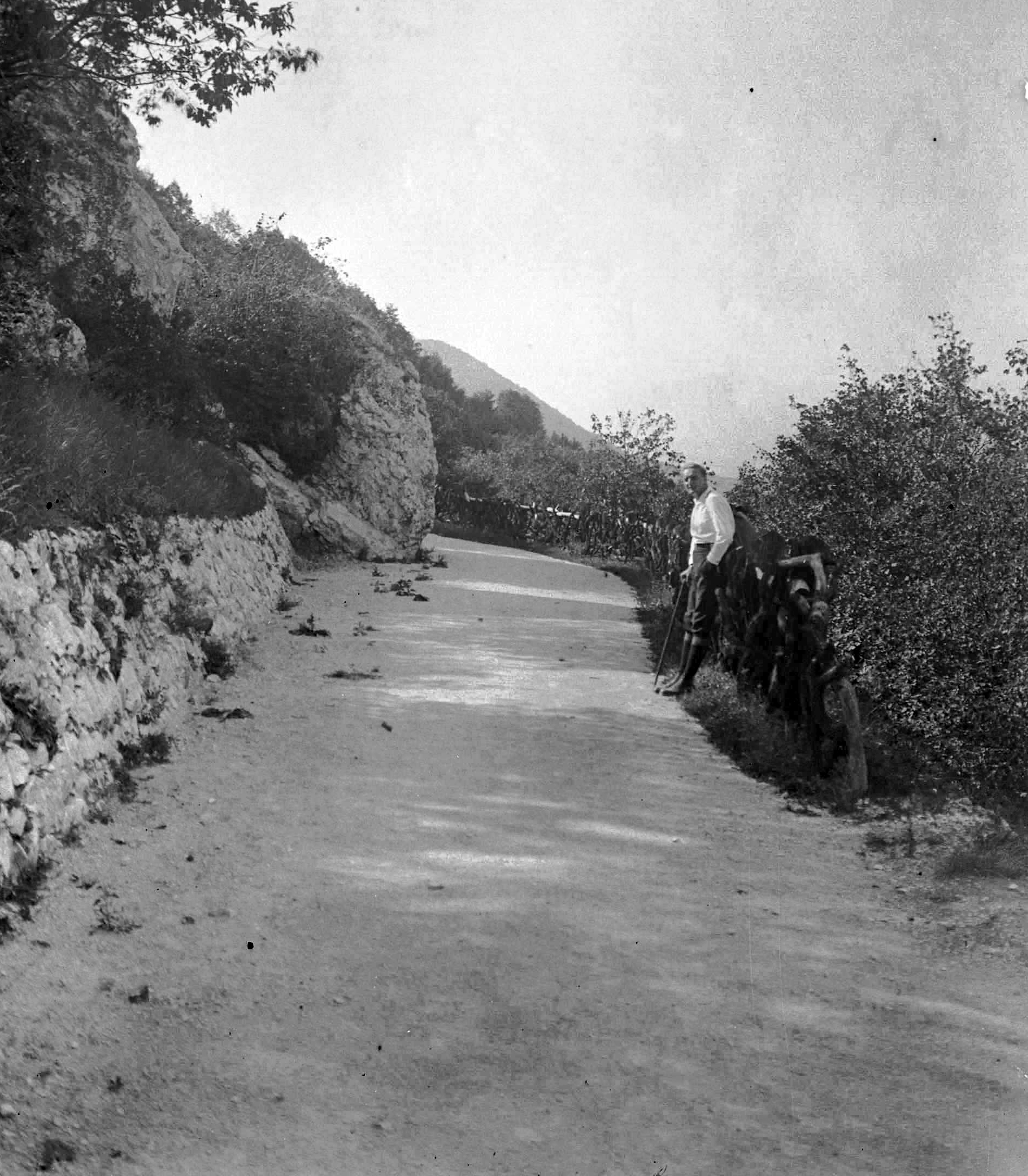
Egy túrázó a sziklánál 1927-ben, észak felé nézve
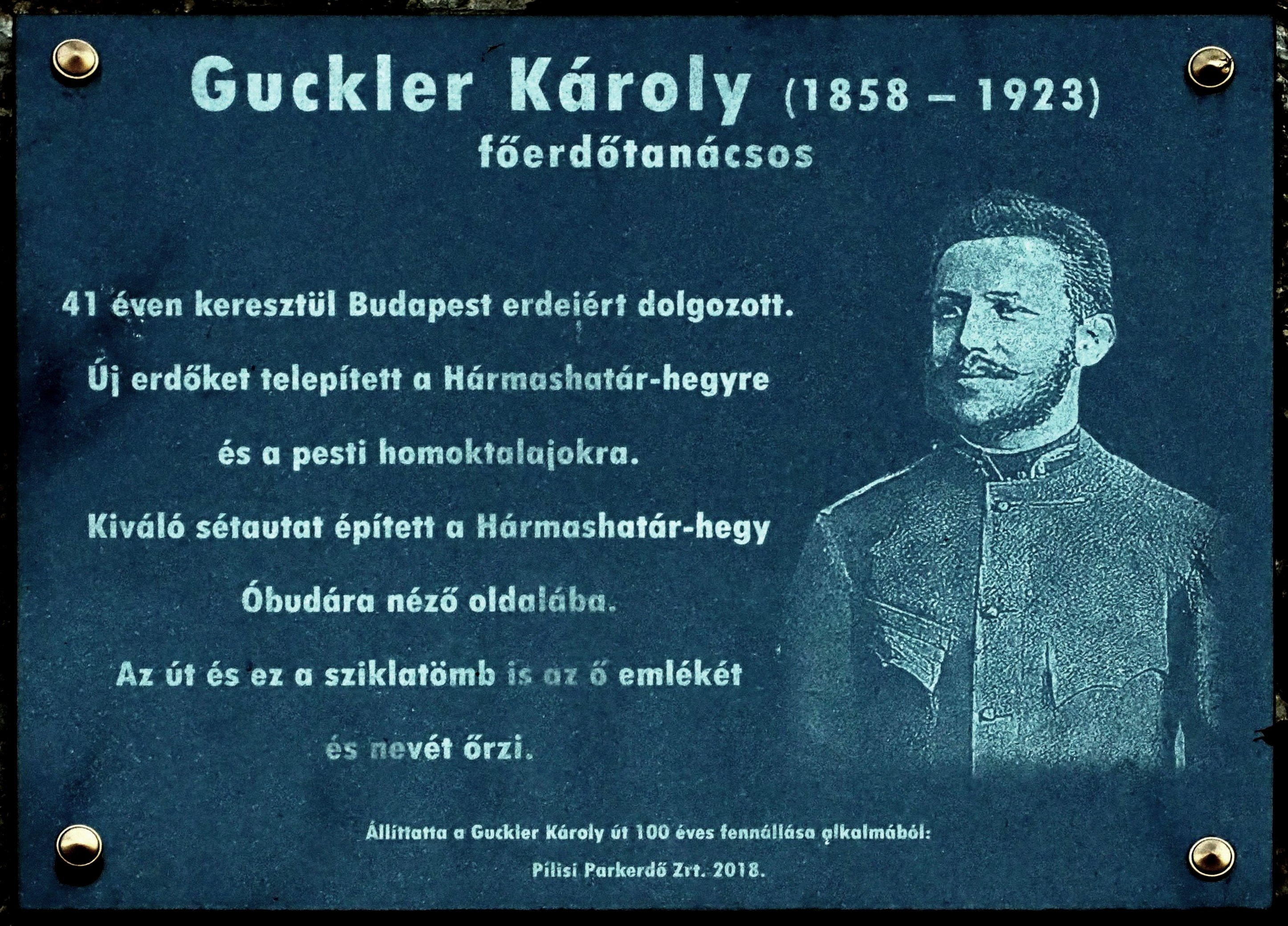
A sziklán lévő emléktábla 2021-ben
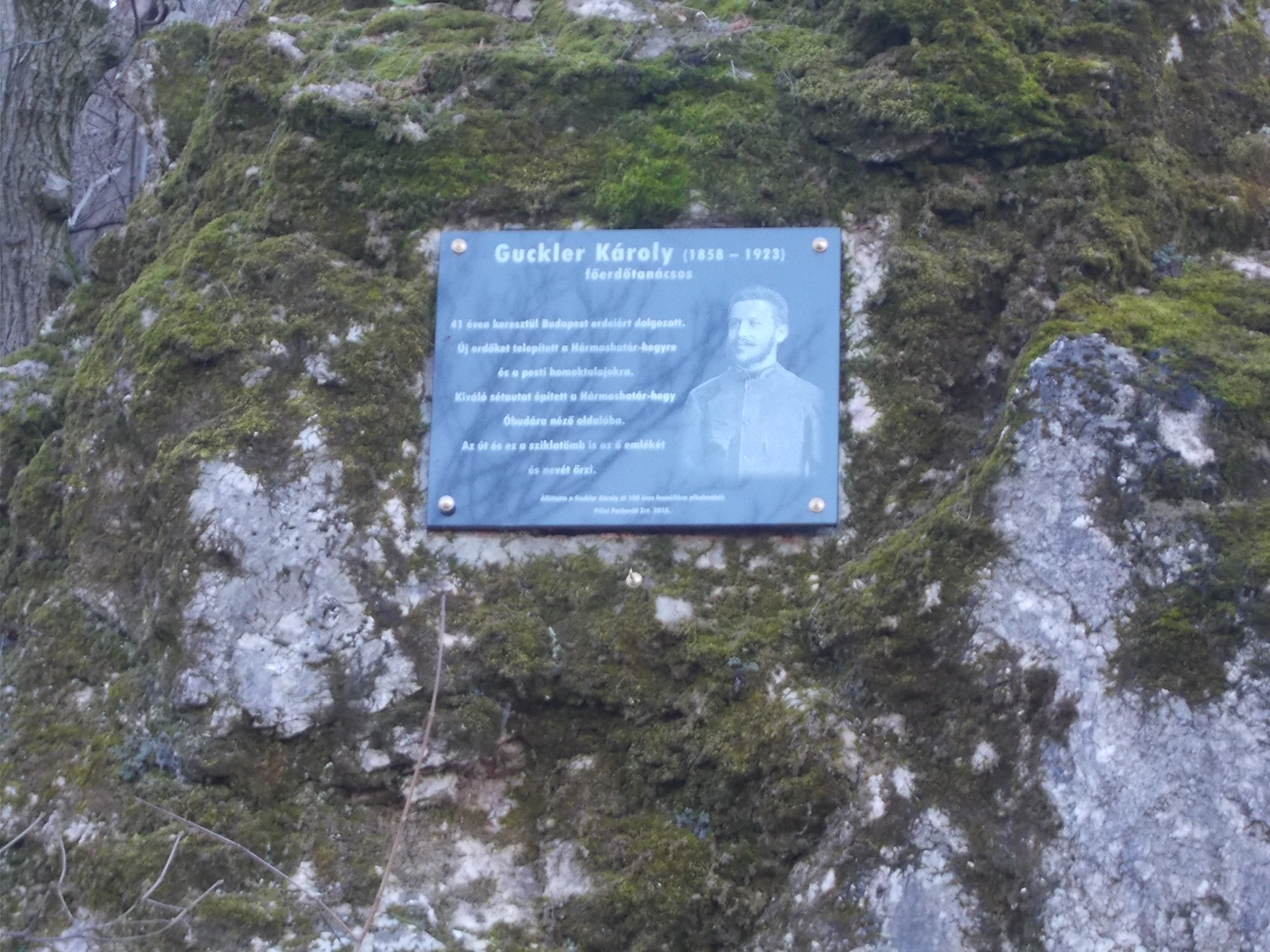
Az emléktábla 2021-ben